# Eleuthromyia inusitata
Eleuthromyia inusitata là một loài ruồi trong họ Tachinidae.